# ダイアナの選択
『ダイアナの選択』（ダイアナのせんたく、The Life Before Her Eyes）は、2007年のアメリカ合衆国のサスペンス映画。監督はヴァディム・パールマン、出演はユマ・サーマンとエヴァン・レイチェル・ウッドなど。原作はローラ・カジシュキーの小説『春に葬られた光』（原題: The Life Before Her Eyes）。

## ストーリー
母親と二人暮らしのダイアナは母親に反発し、学校でも問題を起こしてばかりの女子高生だが、ふとしたことをきっかけに真面目な優等生のモーリーンと親友になる。
ある日、二人が通っている高校で同級生のマイケルが銃乱射事件を起こす。たまたまトイレにいたダイアナとモーリーンに、銃を持って入って来たマイケルは究極の選択を迫る。「どっちを殺す?」。
それから15年後、ダイアナは生まれ育った町で大学教授の夫とミッション系の小学校に通う娘エマと3人で幸せに暮らしていた。しかし、15年前の悪夢を忘れることはできず、生き残ってしまった罪悪感に苛まれ、モーリーンと過ごした高校時代を思い出す日々を過ごしていた。その一方で、ダイアナは娘エマがかつての自分のように母親に反発し、学校で問題を起こしてばかりいることに心を痛めていた。

## キャスト
- ダイアナ・マクフィー: ユマ・サーマン
  - 高校時代: エヴァン・レイチェル・ウッド
- モーリーン: エヴァ・アムリ
- マーカス: オスカー・アイザック
- エマ・マクフィー: ガブリエル・ブレナン - ダイアナの娘。
- ポール・マクフィー: ブレット・カレン - ダイアナの夫。
- アマンダ: ナタリー・ポールディング
- ダイアナの母: モリー・プライス（英語版）

## 作品の評価
Rotten Tomatoesによれば、批評家の一致した見解は「真摯な演技とは裏腹に、『ダイアナの選択』は紛らわしく、痛々しいまでに凝り過ぎたメロドラマである。」であり、95件の評論のうち高評価は23%にあたる22件で、平均点は10点満点中4.38点となっている。
Metacriticによれば、25件の評論のうち、高評価は6件、賛否混在は8件、低評価は11件で、平均点は100点満点中38点となっている。